# Magányos cédrus (előadás)
A Magányos cédrus a Thália Színház előadása. Írta Nádai Péter.
Szereplők: Hirtling István, Igó Éva, Széles Tamás, Gönczy Attila, Vallai Péter, Botos Éva, Kecskés Karina, Ujréti László, Fehér Anna. Munkatársak: Kiskádi Judit, Honfi Emese, Hajdinák Judit. Díszlet-jelmez: Dőry Virág. Rendező: Kőváry Katalin
"A fiatal szerző, akinek ez az első színpadi bemutatója, hitelesen ábrázolja a ’80-as éveket, illetve azokat a napokat, amikor 1984-ben váratlanul kiderült, hogy nem veszünk részt a Los Angeles-i olimpián. Ez egy család életét alaposan felkavarja, hiszen a fiatalabbik fiú éremesélyes pillangóúszásban. A többiek a szokásos családi ebéden találkoznak, ahol váratlan fordulatok után még váratlanabb események történnek."

## Külső hivatkozások
- 7 ÓRA 7; Nádai Péter: Magányos cédrus színmű, Thália Színház